# Иоахим Альбрехт Прусский
Вильгельм Фридрих Карл Эрнст Иоахим Альбрехт Прусский (нем. Wilhelm Friedrich Karl Ernst Joachim Albrecht von Preußen; 27 сентября 1876, Ганновер, Пруссия — 24 октября 1939, Берлин) — прусский принц, офицер прусской армии, композитор.

## Биография
Иоахим Альбрехт — средний из трёх сыновей прусского принца Альбрехта и его супруги Марии Саксен-Альтенбургской. Изучал юриспруденцию в Боннском университете. По окончании учёбы поступил на военную службу. В 1902 году получил звание капитана и был назначен командиром роты в 4-м гвардейском гренадерском полку королевы Августы. В Первую мировую войну служил в звании подполковника и был тяжело ранен. Выйдя в отставку, сочинял музыку, писал картины и занимался поэзией. Выступал в Германии с концертами, где исполнялись его собственные произведения, выступал в качестве дирижёра. В 1926 году по приглашению благотворительной организации отправился в турне по США.
В 1919 году Иоахим Альбрехт женился в Австрии на Марии Блих-Зульцер (1872—1919). Брак не был признан в семье и был расторгнут. В 1920 году принц заключил брак с Каролиной Корнелией Штокхаммер (1891—1952), развод состоялся в 1936 году.

## Сочинения
- Adagio, Opus 15, 1898
- Militärwalzer, 1898.
- Hoch Königin-Augusta-Garde-Grenadier-Regiment Nr. 4
- Prinz Louis Ferdinand-Marsch
- Der Apfel des Pari, 1905
- Fantasien, 1916
- Fackeltanz, 1916
- Etoile d’amour, 1916
- Emden, 1916
- Edea 1916
- Die drei Indianer, 1916
- Die Blumenteufel, 1916
- Der Abend, 1916
- Crépuscule, 1916
- An den Friedens-Engel, 1917